# Kľačany
Kľačany est un village de Slovaquie situé dans la région de Trnava.

## Histoire
Première mention écrite du village en 1256
.

## Démographie

### Évolution de la population
| Année:               | 1994. | 2004.   | 2014.   | 2024.   |
| -------------------- | ----- | ------- | ------- | ------- |
| Nombre de personnes: | 954   | 976     | 1064    | 1143    |
| Différence:          |       | +2,30 % | +9,01 % | +7,42 % |

| Année:               | 2023. | 2024.   |
| -------------------- | ----- | ------- |
| Nombre de personnes: | 1145  | 1143    |
| Différence:          |       | -0,17 % |